# رون روي
رون روي (بالإنجليزية: Ron Roy)‏ هو كاتب للأطفال وكاتب أمريكي، ولد في 29 أبريل 1940 في هارتفورد في الولايات المتحدة.

## وصلات خارجية
- الموقع الرسمي